# Сан Франческо (Фиренца)
Сан Франческо је насеље у Италији у округу Фиренца, региону Тоскана.
Према процени из 2011. у насељу је живело 2823 становника. Насеље се налази на надморској висини од 97 м.